# 兼本あつこ
兼本 あつこ（かねもと あつこ）は、日本の漫画家。女性。コミカルな絵柄が特徴的。エニックス（現：スクウェア・エニックス）から発行されていた『4コママンガ劇場』に執筆していた。

## 連載作品リスト
- GOGO!マリオワールド（月刊少年ギャグ王、1997年-1999年、全1巻）
- おじゃる丸・4コママンガ劇場
- ポケットモンスター4コママンガ劇場
- 星のカービィ64・4コママンガ劇場
- ドラゴンクエスト4コママンガ劇場
- 他アンソロジー多数

| スタブアイコン | サブスタブ | この項目は、まだ閲覧者の調べものの参照としては役立たない、漫画家・漫画原作者に関連した書きかけの項目です。この項目を加筆・訂正などしてくださる協力者を求めています（P:漫画/PJ:漫画家）。 |